# Туентиът Сенчъри Анимейшън
20th Century Animation, Inc. (оригинално Fox Family Films, Fox Animation Studios, и 20th Century Fox Animation) е анимационно студио, организиран като подразделение за Walt Disney Studios. Оригинално е основан през 1994 г. като дъщерна компания на 20th Century Fox (сега 20th Century Studios), студиото е разположено в Сенчъри Сити, Лос Анджелис, и е натоварен с продуцирането на пълнометражни филми. Blue Sky Studios, първичната единица на 20th Century Animation, е закрит на 7 април 2021 г.

## Филмография

### Fox Family Films
- „Пауър Рейнджърс“ (Mighty Morphin Power Rangers: The Movie) (1995)
- „Дънстън сам в хотела“ (Dunston Checks In) (1996)
- „Сам вкъщи 3“ (Home Alone 3) (1997)
- „Турбо Пауър Рейнджърс: Филмът“ (Turbo: A Power Rangers Movie) (1997)
- „Имало едно време: Историята на Пепеляшка“ (Ever After) (1998)

### Fox Animation Studios
- „Принцеса Анастасия“ (Anastasia) (1997)
- „Барток Великолепни“ (Bartok the Magnificent) (1999)
- „Титан А.Е.“ (Titan A.E.) (2000)

### Blue Sky Studios
От 1997 до 2021 г. Фокс притежава компютърно-анимационното студио Blue Sky Studios, който създаде поредицата „Ледена епоха“. Фокс има много успехи в студиото. През февруари 2021 г. Дисни обяви, че Blue Sky ще се затвори през април 2021 г. Те създадоха тринадесет пълнометражни филма, няколко късометражни филма и телевизионни специални филми. Те съдържат:
| #  | Заглавие                              | Оригинално заглавие            | Пускане             | Разпространител  | Бюджет       | Приходи      | Rotten Tomatoes | Metacritic |
| -- | ------------------------------------- | ------------------------------ | ------------------- | ---------------- | ------------ | ------------ | --------------- | ---------- |
| 1  | Ледена епоха                          | Ice Age                        | 15 март 2002 г.     | 20th Century Fox | $59 милиона  | $383 милиона | 77%             | 60         |
| 2  | Роботи                                | Robots                         | 11 март 2005 г.     | 20th Century Fox | $75 милиона  | $260 милиона | 64%             | 64         |
| 3  | Ледена епоха 2: Разтопяването         | Ice Age: The Meltdown          | 31 март 2006 г.     | 20th Century Fox | $80 милиона  | $660 милиона | 57%             | 58         |
| 4  | Хортън                                | Dr. Seuss' Horton Hears a Who! | 14 март 2008 г.     | 20th Century Fox | $85 милиона  | $297 милиона | 79%             | 71         |
| 5  | Ледена епоха 3: Зората на динозаврите | Ice Age: Dawn of the Dinosaurs | 1 юли 2009 г.       | 20th Century Fox | $90 милиона  | $886 милиона | 46%             | 50         |
| 6  | Рио                                   | Rio                            | 15 април 2011 г.    | 20th Century Fox | $90 милиона  | $484 милиона | 72%             | 63         |
| 7  | Ледена епоха 4: Континентален дрейф   | Ice Age: Continental Drift     | 13 юли 2012 г.      | 20th Century Fox | $95 милиона  | $877 милиона | 38%             | 49         |
| 8  | Тайната на горските пазители          | Epic                           | 24 май 2013 г.      | 20th Century Fox | $93 милиона  | $268 милиона | 64%             | 52         |
| 9  | Рио 2                                 | Rio 2                          | 11 април 2014 г.    | 20th Century Fox | $103 милиона | $500 милиона | 46%             | 49         |
| 10 | Фъстъчета: Филмът                     | The Peanuts Movie              | 6 ноември 2015 г.   | 20th Century Fox | $99 милиона  | $246 милиона | 87%             | 67         |
| 11 | Ледена епоха 5: Големият сблъсък      | Ice Age: Collision Course      | 22 юли 2016 г.      | 20th Century Fox | $105 милиона | $408 милиона | 17%             | 34         |
| 12 | Бикът Фердинанд                       | Ferdinand                      | 15 декември 2017 г. | 20th Century Fox | $111 милиона | $296 милиона | 72%             | 58         |
| 13 | Шпионски бъркотии                     | Spies in Disguise              | 25 декември 2019 г. | 20th Century Fox | $100 милиона | $171 милиона | 76%             | 51         |

### Копродукции
| Заглавие                    | Оригинално заглавие     | Пускане             | Копродукция                                                       | Разпространител      | Бюджет      | Приходи        | Rotten Tomatoes | Metacritic |
| --------------------------- | ----------------------- | ------------------- | ----------------------------------------------------------------- | -------------------- | ----------- | -------------- | --------------- | ---------- |
| Семейство Симпсън: Филмът   | The Simpsons Movie      | 27 юли 2007 г.      | Gracie Films Film Roman Rough Draft Feature Animation             | 20th Century Fox     | $75 милиона | $527.1 милиона | 88%             | 80         |
| Фантастичният господин Фокс | Fantastic Mr. Fox       | 13 ноември 2009 г.  | American Empirical Pictures Indian Paintbrush Regency Enterprises | 20th Century Fox     | $40 милиона | $46.5 милиона  | 92%             | 83         |
| Книгата на живота           | The Book of Life        | 17 октомври 2014 г. | Reel FX                                                           | 20th Century Fox     | $50 милиона | $99.8 милиона  | 82%             | 67         |
| Бъгнатият Рон               | Ron's Gone Wrong        | 22 октомври 2021 г. | Locksmith Animation                                               | 20th Century Studios | TBA         | TBA            | TBA             | TBA        |
| Бургерите на Боб            | The Bob's Burgers Movie | 27 май 2022 г.      | Bento Box Entertainment                                           | 20th Century Studios | TBA         | TBA            | TBA             | TBA        |

### Други
- „Фърнгъли 2: Магическото избавление“ (FernGully 2: The Magical Rescue) (1998) (копродукция от Wild Brain и Wang Film Productions)[9]
- Olive, the Other Reindeer (1999) (копродукция от DNA Productions, Flower Films и The Curiosity Company)[10]
- „Маймунджилъци“ (Monkeybone) (2001) (копродукция от 1492 Pictures)
- „Кунг Пу: Юмрукът на яростта“ (Kung Pow: Enter the Fist) (2002) (копродукция от O Entertainment)[11]
- „Островът на кучетата“ (Isle of Dogs) (2018) (копродукция от Studio Babelsberg, Indian Paintbrush, и American Empirical Pictures; разпространен от Fox Searchlight Pictures)[12]
- „Дивото зове“ (The Call of the Wild) (2020) (копродукция с TSG Entertainment и 3 Arts Entertainment)[13]
- „Нощ в музея: Възраждането на Ка Му Ра“ (Night at the Museum: Kahmunrah Rises Again) (2022) (копродукция с 21 Laps Entertainment, Alibaba Pictures и 1492 Pictures; разпространява се от Disney+)